# Francesco Mancini (pittore 1679-1758)

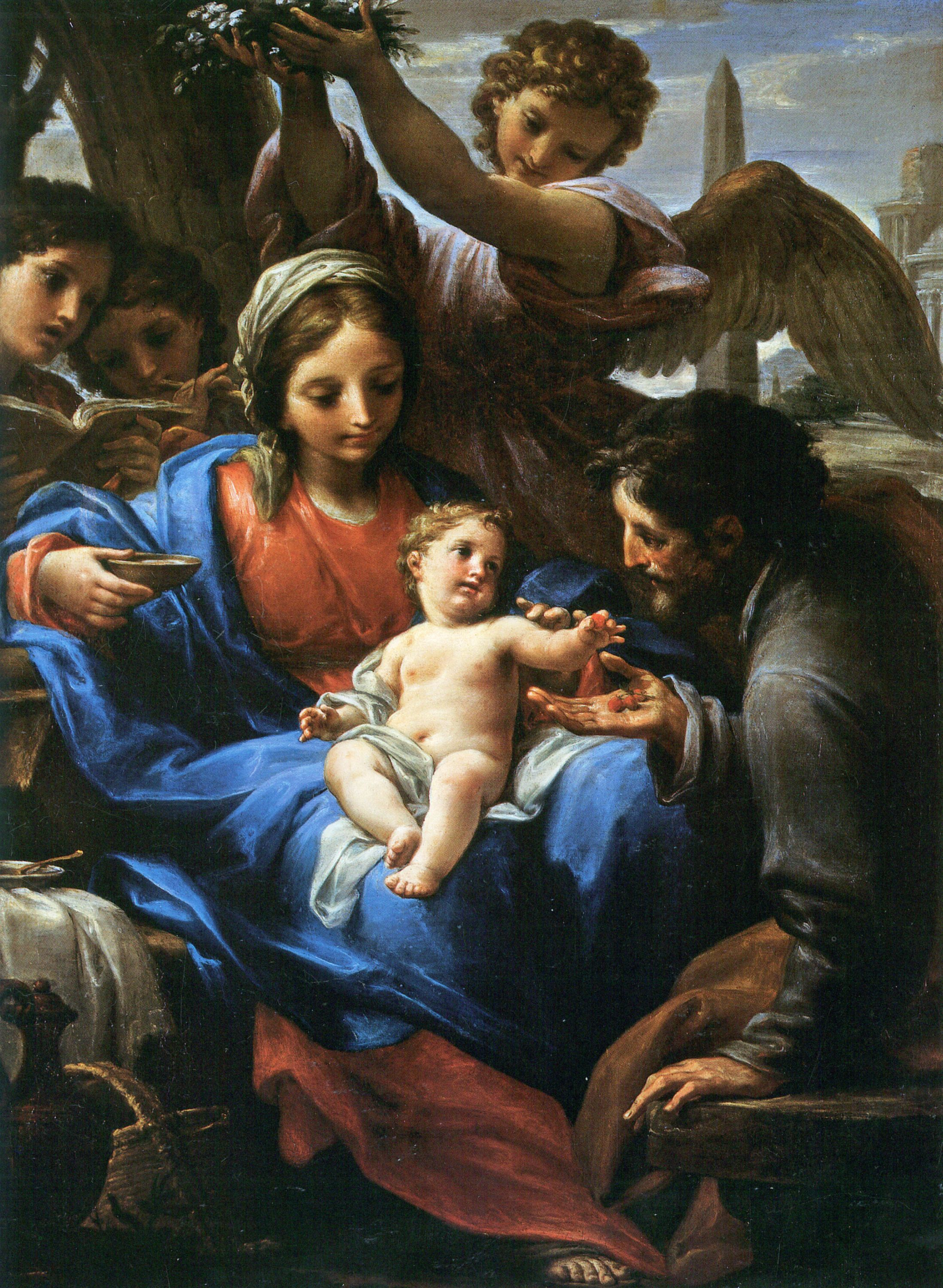
Francesco Mancini, Riposo durante la fuga in Egitto, Musei Vaticani [http://mv.vatican.va/2_IT/pages/x-Schede/PINs/PINs_Sala15_13_061.html

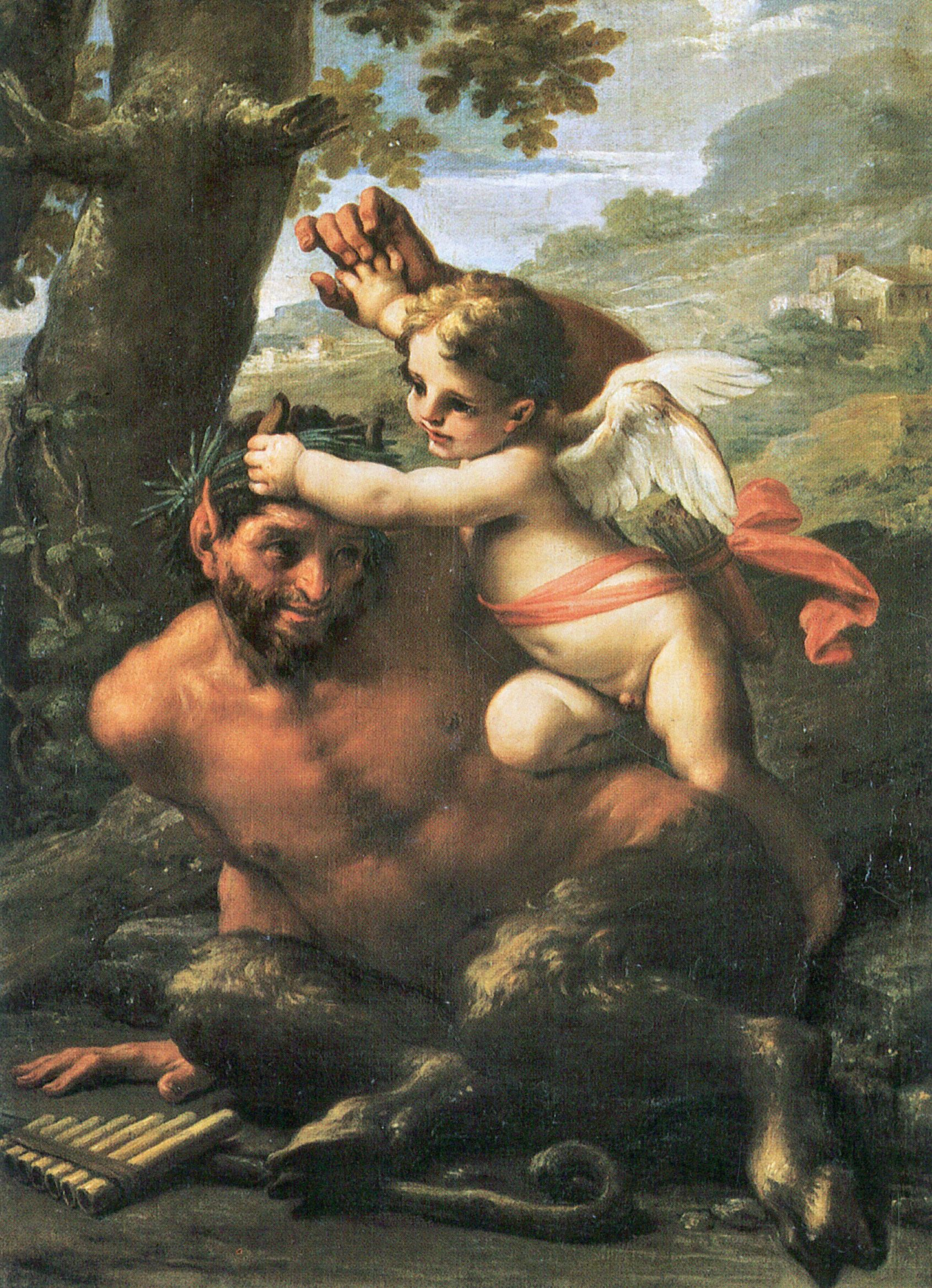
Francesco Mancini, Lotta fra Amore e Pan, Musei Vaticani

Francesco Mancini (Sant'Angelo in Vado, 24 aprile 1679 – Roma, agosto 1758) è stato un pittore italiano barocco e rococò.

## Biografia
Fu allievo di Carlo Cignani a Forlì e a Bologna e fu quindi introdotto alla scuola forlivese e alla pittura accademica sulle orme dei Carracci; echi di questa pittura si possono trovare nelle opere giovanili: l'affresco sulla volta e i dipinti a olio della Libreria, oggi Aula Magna, della Biblioteca Classense di Ravenna e quelli nella Cattedrale di San Feliciano a Foligno. A Forlì, di suo rimane L'allegoria del tempo e delle stagioni, nel Palazzo Reggiani.
Si trasferì, con la raccomandazione del pittore Marcantonio Franceschini viceprincipe dell'Accademia Clementina di Bologna, a Roma dove entrò in contatto col suo conterraneo Carlo Maratta; il contatto con l'opera più matura del Maratta, e degli allievi del Maratta, rappresentò una svolta nella sua pittura. Inoltre, collaborò alle opere del Palazzo Convento di Marfra ed alla cattedrale di Evero grazie all'amico Agostino Masucci. Sono di questo periodo gli affreschi nel Palazzo del Quirinale, quelli nella Chiesa Nuova dei Filippini di Perugia (1730), quelli nella Basilica di Santa Maria della Misericordia a Macerata (1736), a Sant'Angelo in Vado, Forlì e Rimini. Francesco Mancini venne stimato dai contemporanei come uno dei migliori pittori della sua epoca; venivano apprezzati soprattutto i toni chiari e luminosi delle sue pitture. Fu accolto fra i membri dell'Accademia di Francia a Roma (1732), della Congregazione dei Virtuosi al Pantheon di Roma (fra il 1743 e il 1745) e dell'Accademia di San Luca (1750-51).
Fra i suoi allievi vi furono Sebastiano Ceccarini, Domenico Corvi, Giovanni Battista Ronchelli, Niccolò Lapiccola di Crotone e il canonico Giovanni Andrea Lazzarini.

## Opere
- Nascita della vergine, Napoli, Collezione Gianni Molaro
- Addolorata, Fano, Pinacoteca
- Dominique quo vadis?, Pinacoteca Comunale di Città di Castello
- Apparizione di Gesù Cristo a San Pietro, Roma, Palazzo del Quirinale
- Cristo in Gloria con i Santi Clemente e Ignazio d'Antiochia, Urbino, Galleria Nazionale delle Marche
- Estasi di Santa Teresa, Roma, Chiesa di Santa Maria della Scala
- La Castità che fustiga Amore, Roma, Palazzo del Quirinale
- La Concezione, Roma, Chiesa di San Gregorio al Celio
- Lotta fra Amore e Pan, Roma, Pinacoteca Vaticana, Sala XV, inventario 40748
- Riposo durante la fuga in Egitto, Roma, Pinacoteca Vaticana, Sala XV, inventario 40398
- Sacra Famiglia, Roma, Palazzo del Quirinale
- San Damiano, Roma, Chiesa di San Gregorio al Celio
- San Francesco in preghiera Pinacoteca di Fano
- San Francesco di Paola, Sant'Angelo in Vado, Chiesa di Santa Maria dei Servi
- San Giovanni Battista, Pinacoteca di Fano
- San Nicola da Tolentino, Sant'Angelo in Vado, Chiesa di Santa Maria dei Servi
- San Pietro e San Giovanni che guariscono uno storpio, Roma, Palazzo del Quirinale
- Sant'Agnese, Pinacoteca di Ancona
- Storie di Amore e Psiche, Roma, Palazzo Colonna
- Transito di San Giuseppe, Pinacoteca di Fano
- Via Crucis, Pioraco, Chiesa di San Francesco
- Vergine Addolorata, Urbino, Galleria Nazionale delle Marche
- Assunzione della Vergine, Convento Reale di Mafra - Portogallo
- L'allegoria del tempo e delle stagioni, Forlì, Palazzo Reggiani
- Trionfo di San Michele Arcangelo, Sant'Angelo in Vado, Duomo.